# Zahnlose Haarschnecke

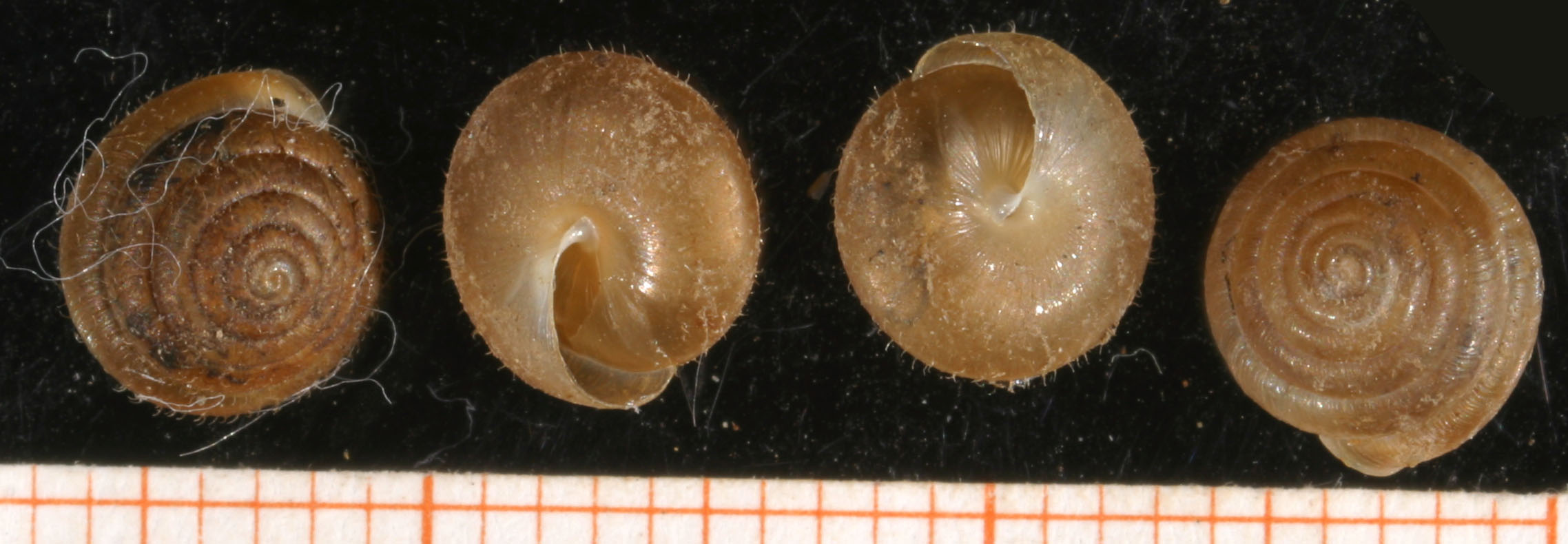
Gehäuse der Zahnlosen Haarschnecke

Die Zahnlose Haarschnecke (Trochulus edentulus, Syn.: Petasina edentula, Trichia edentula) ist eine Schneckenart aus der Familie der Laubschnecken (Hygromiidae) aus der Ordnung der Landlungenschnecken (Stylommatophora).

## Merkmale
Das auf der Oberseite steil- bis eher flachkegelförmige und auf der Unterseite abgeflachte Gehäuse misst 3,5 bis 5,3 mm (4,5 bis 5,5 mm) in der Höhe und 5,5 bis 8,2 mm (7 bis 8 mm) in der Breite. Das ergibt einen Höhen-Breiten-Index von 0,57 bis 0,74. Die Außenlinie der Windungen ist leicht konvex gebogen. Es besitzt 5¼ bis 7 sehr eng gewundene Umgänge, der letzte Umgang ist an der Peripherie schwach gekantet. Der rundliche Nabel ist mit 0,2 bis 0,6 mm sehr eng, fast nadelförmig und wird vom umgeschlagenen Mundsaum zur Hälfte oder auch ganz bedeckt. Das Verhältnis von Nabeldurchmesser zu Gehäusebreite beträgt nur 0,04 bis 0,1. Die Mündung ist im Querschnitt elliptisch und an der Basis abgeflacht. Die Höhe beträgt 1,7 bis 2,5 mm, die Breite (Weite) 2,8 bis 4,4 mm. Der Mundsaum ist oben nicht, an der Peripherie nur schwach und von der Basis zur Spindel hin etwas stärker umgeschlagen. An der Innenseite der Mündung ist vom Außenrand bis zur Basis eine schmale, leistenartige weiße Lippe entwickelt. Sie ist an der Basis etwas verdickt, aber es ist kein Zahn ausgebildet.
Das opake Gehäuse ist gelblichbraun, braun bis rötlichbraun und hat an der Peripherie ein helleres Band. Die Gehäuseoberfläche ist mit groben Anwachsstreifen versehen, Juvenile Exemplare haben kurze, feine, dichtstehende Haare auf der Gehäuseoberfläche. Sie fallen bei den erwachsenen Tieren meist aus, sodass die adulten Tiere meist ohne Haare sind. Es gibt hier jedoch regionale Unterschiede. Die Narben der ausgefallenen Haare sind jedoch noch zu sehen. Daraus resultiert, dass adulte Gehäuse gestreift erscheinen und die Oberfläche glänzt.
Der Weichkörper ist im Wesentlichen hellbraun mit dunkelgrauem Rücken, Kopf und Tentakeln. Im zwittrigen Geschlechtsapparat ist die Vagina lang und zylinderförmig, die innere Wand ist in Falten gelegt. Es sind vier  paarig angeordnete und vergleichsweise lange Glandulae mucosae vorhanden. Innere und äußere Pfeilsäcke sind ungefähr gleich groß und sitzen symmetrisch an der Vagina, direkt unterhalb (mehr distal) der Glandulae mucosae. Nur die äußeren Pfeilsäcke enthalten je einen Liebespfeil. Im männlichen Teil tritt der gerade bzw. nicht gewundene Samenleiter rechtwinklig in den Epiphallus ein. Das Flagellum ist kürzer als der Epiphallus während der Epiphallus etwa so lang oder auch etwas länger wie der Penis ist. Der Stiel der Spermathek ist lang, die Blase groß und länglich; sie kommt an der Albumindrüse zu liegen.

### Ähnliche Arten
Das Gehäuse der Zahnlosen Haarschnecke (Trochulus edentulus) ähnelt den Gehäusen der Zweizähnigen Laubschnecke (Perforatella bidentata) und der Einzähnigen Haarschnecke (Trochulus unidentatus). Die Zweizähnige Laubschnecke hat, wie Trivial- und wissenschaftlicher Name andeuten, zwei Zähne als Mündungsbewehrung, die Einzähnige Haarschnecke dagegen nur einen Zahn an der Basis der Mündung. Das Gehäuse ist gewöhnlich größer als das der Zahnlosen Haarschnecke, aber die letzte Windung ist nicht geschultert.

## Geographische Verbreitung und Lebensraum
Das Verbreitungsgebiet der Zahnlosen Haarschnecke erstreckt sich von Ost- und Südfrankreich (Oberes Loire-Gebiet = Westabhang des Zentralmassivs, Bresse, Französischer Jura, Vogesen) und der Nordschweiz, über Österreich, Norditalien (Südtirol) bis nach Slowenien. In Deutschland kommt sie nur im Alpen- und selten auch im Voralpengebiet und Bayerischen Wald sowie im Schwarzwald vor.
Die Zahnlose Haarschnecke kommt in feuchten Mittelgebirgs- und Bergwäldern von etwa 500 bis 2300 m über dem Meeresspiegel vor, selten auch über der Baumgrenze. Sie lebt in der Krautschicht, in der Laubstreu und unter Steinen, oft entlang von Gewässern. Sie klettert auch auf Pflanzen, bevorzugt auf die Große Brennnessel (Urtica dioica) und die Weiße Pestwurz (Petasites albus). Eher selten ist sie auch in offenen Wäldern und steinigen Alpenwiesen zu finden.

## Taxonomie
Das Taxon war 1805 von Jacques Philippe Raymond Draparnaud als Helix edentula aufgestellt worden. In der neueren Literatur und auch auf den meisten Websites ist die Art noch unter den wissenschaftlichen Namen Trichia edentula oder Petasina edentula bzw. Petasina (Edentiella) edentula oder Edentiella edentula zu finden. Es ist die Typusart der (Unter-)Gattung Petasina (Edentiella) Poliński, 1929. Schileyko behandelt Petasina Beck, 1847 als Untergattung von Trochulus Chemnitz, 1786, Edentiella Poliński, 1929 dagegen als eigenständige Gattung.
Der lange Zeit verwendete Gattungsname Trichia Hartmann, 1840 ist durch Trichia de Haan, 1839 präokkupiert und zudem ein jüngeres Synonym von Trochulus Chemnitz, 1786. Ein Antrag an die Kommission für zoologische Nomenklatur zur Bewahrung des Gattungsnamens Trichia Hartmann, 1840 scheiterte. Der Gattungsname Trichia kann somit nicht mehr verwendet werden.
Nach der taxonomischen Revision und der phylogenetischen Analyse der Gattung Trochulus durch Małgorzata Proćków sind beide bisher zur Gattung Petasina Beck, 1837 gestellten Arten, Petasina unidentata und Petasina edentula zwischen den Arten der Gattung Trochulus einzuordnen. Petasina unidentata ist dabei die Schwesterart von Trochulus bielzi und Petasina edentula ist die Schwesterart von Trochulus bakowskii. Beide Schwesternartenpaare kommen zudem in völlig anderen Ästen des Trochulus-Stammbaumes zu liegen. Die Gattung Petasina ist daher polyphyletisch und auch nach einer möglichen  Beschränkung auf die Typusart taxonomisch nicht haltbar. Petasina Beck, 1847 ist damit ein jüngeres Synonym von Trochulus Chemnitz, 1786. Die Gattung Petasina Beck, 1847 wurde zudem von vielen Autoren in zwei oder drei Untergattungen unterteilt: Petasina (Petasina) (die Nominatuntergattung), Petasina (Edentiella) Polinski, 1929 und Petasina (Filicinella) Poliński, 1929. Auch diese Taxa sind in der bisherigen Auffassung polyphyletisch. Auch sie kommen zur Untergliederung der großen Gattung Trochulus nicht in Frage. Die (Unter-)Gattungen Edentiella Poliński, 1929 und Petasina (Filicinella) Poliński, 1929 sind daher ebenfalls jüngere Synonyme von Trochulus Chemnitz, 1786.
Die Art wird von manchen Autoren, und auch von der Fauna Europaea in fünf Unterarten unterteilt:
- Trochulus edentulus edentulus (Draparnaud 1805), besitzt ein relativ hohes Gehäuse, eine mehr abgeflachte Unterseite, einen offenen Nabel und eine hinfällige Behaarung, Westalpen, Französischer Jura, Loire- und Rhone-Gebiet
- Trochulus edentulus helveticus (Polinski 1929), besitzt ein relativ hohes Gewinde, eine abgeflachte Basis, einen sehr engen bis völlig geschlossenen Nabel. Vorkommen: Nordschweiz, Südwestdeutschland, Schwäbische Alb bis ins Gebiet von Thiergarten und Fridingen an der Donau[4]
- Trochulus edentulus liminiferus (Held 1836), besitzt ein relativ hohes Gehäuse, einen offenen Nabel, ausgeprägte Kante auf der letzten Windung, dauerhafte Behaarung, Allgäu, Gebiet östlich des Bodensees bis Ravensburg, die östliche Grenze verläuft an Salzach und unterem Inn[4]
- Trochulus edentulus subleucozonus (Westerlund 1889), besitzt ein abgeflachtes Gehäuse, gerundete Unterseite, halb offener Nabel, helles Band an der Peripherie, annähernd Dauerbehaarung, ostalpin
- Trochulus edentulus suevicus (Poliński 1929), das Gehäuse ist mäßig hoch gewunden, der Nabel ist offen, letzte Windung mäßig gekantet, Schwäbische Alb bis Thiergarten und Fridingen an der Donau (hier existiert eine Überschneidungszone mit Trochulus edentulus helveticus).[4]

Innerhalb dieser Unterarten gibt es zwei Gruppen. Die östliche Gruppe mit Trochulus edentulus limniferus und Trochulus edentulus subleucozonus ist gekennzeichnet durch mehr abgeflachte Gehäuse, mehr gerundeten Unterseiten, offenem oder zumindest halb offenem Nabel und kräftigeren Haaren, die auch bei erwachsenen Tieren zumindest teilweise erhalten bleiben. Die westliche Gruppe (Trochulus edentulus edentulus, Trochulus edentulus helveticus und Trochulus edentulus suevicus) hat dagegen mehr kegelförmige Gehäuse mit abgeflachter Unterseite, sehr engem, meist bedecktem Nabel; die Haare fallen bei adulten Tiere in der Regel aus.

## Gefährdung
Nach der Einschätzung der IUCN ist die Art insgesamt gesehen nicht gefährdet. Nach der Roten Liste in Deutschland ist sie dort jedoch gefährdet.

## Belege

### Online
- Trochulus edentulus (Draparnaud, 1805) auf AnimalBase